# Cauno
Nella mitologia greca,  Cauno (in greco antico: Καῦνος?, Kaunos) era il fratello gemello di Bibli (Byblis o Biblide) e figlio di Mileto.

## Mito
Vi sono diversi racconti che lo legano a Bibli, non è chiaro se fosse lei a essere innamorata di Cauno o il contrario: in ogni caso il giovane optò per un volontario esilio allontanandosi così da questo amore proibito. Nei suoi viaggi nella Caria fondò una città e la chiamò con il suo nome. Si sposò con Pronoe, una ninfa, e da lei ebbe un figlio, tale Egialo.

### Pareri secondari
Secondo pareri di altri autori fu Egialo a fondare la città di Cauno in onore del padre.

### Moderna
- Luisa Biondetti, Dizionario di mitologia classica, Milano, Baldini&Castoldi, 1997, ISBN 978-88-8089-300-4.
- Anna Ferrari, Dizionario di mitologia, Litopres, UTET, 2006, ISBN 88-02-07481-X.
- Anna Maria Carassiti, Dizionario di mitologia classica, Roma, Newton, 2005, ISBN 88-8289-539-4.
- Pierre Grimal, Enciclopedia della mitologia 2ª edizione, Brescia, Garzanti, 2005, ISBN 88-11-50482-1. Traduzione di Pier Antonio Borgheggiani